# Carla Subirana
Carla Subirana (Barcelona, 1972) es una directora y guionista de cine y televisión española. Fue la primera cineasta en documentar la vida dentro de una academia militar española con su segundo largometraje "Volar" (2012), película que trata sobre la formación de pilotos militares en la Academia General del Aire de San Javier (España), en Murcia.

## Trayectoria
Carla Subirana nació 1972 en Barcelona. Licenciada en Comunicación Audiovisual por la Universidad Pompeu Fabra. Es miembro de CIMA, la Asociación de Mujeres Cineastas y de Medios Audiovisuales en España.
Cuenta con varias producciones reconocidas en la industria nacional e internacional. Nedar (2008), su ópera prima, es una película autobiográfica en que hila su historia familiar y personal con la memoria histórica . Con este filme participó fuera de concurso en el Festival de Valladolid (SEMINCI). Se ha proyectado durante años a nivel internacional y la escritora Maribel Rams publicó un libro que gira en torno a la película . Con Volar (2012), nominado como mejor documental en los premios Gaudí, Carla Subirana fue la primera cineasta en documentar la vida dentro de una academia militar española. Kanimambo (2012), es un film colectivo que fue rodado en Erati (Mozambique) y premiado con la Mención Especial del Jurado del Festival de Málaga . En 2023, se estrenó Sica, el primer largometraje totalmente ficcional de Subirana: una historia rodada en Costa de la Muerte (Galicia) que muestra la realidad de los marineros perdidos en la mar. 
Además ha dirigido y producido otras producciones como Atma (2016), un cortometraje de autor (videodanza) cuya protagonista es una guerrera y Júpiter i Mart (2016), en donde la directora nos muestra las vivencias de dos niños hijos de parejas homosexuales. Este trabajo participó dentro del programa Diversidad en corto, iniciativa impulsada por la concejal de Feminismos y LGTBI del Ayuntamiento de Barcelona para luchar contra la discriminación homófoba.

## Filmografía
- Nadar (2008)[9]
- Kanimambo (2012)
- Volar (2012)[9]
- Júpiter i Mart (2016)
- Atma (2016)
- Sica (2023). Rodada en galego y en catalán.[10]